# Hôtel des Roches Noires. Trouville
Hôtel des Roches Noires. Trouville är en oljemålning av den franske impressionistiske konstnären Claude Monet från 1870. Den ingår i Musée d’Orsays samlingar i Paris.
Målningen tillkom i badorten Trouville-sur-Mer som låg i Monets hemtrakter i Normandie vid Engelska kanalen. Järnvägens utbyggnad under slutet av 1800-talet hade gjort Normandies badorter tillgängliga för Paris borgerskap vilket innebar att en utbyggnad av lyxhotell såsom Hôtel des Roches Noires tog fart utmed kanalkusten. Monet hade dock ännu inte en ekonomi som tillät boende på Hôtel des Roches Noires. Han hade i juni 1870 gift sig med Camille Doncieux, mor till hans tre år gamla son Jean. Gustave Courbet, som Monet ofta hade träffat på målarutflykter till kusten i Normandie, var bröllopsvittne. 
Sommaren 1870 tillbringade familjen Monet i Trouville där de träffade konstnären Eugène Boudin som också firade semester med sin fru. De tillbringade en sorglös och produktiv tid tillsammans. När den inrikespolitiska situationen försämrades i och med fransk-tyska krigets utbrott i juli 1870 och andra franska kejsardömets fall i september samma år beslöt familjen att fly till London för att undvika att Monet inkallades.   